# Cuba (Kansas)
Cuba és una població dels Estats Units a l'estat de Kansas. Segons el cens del 2000 tenia 231 habitants.

## Demografia
Segons el cens del 2000, Cuba tenia 231 habitants, 110 habitatges, i 72 famílies. La densitat de població era de 297,3 habitants per km².
Dels 110 habitatges en un 23,6% hi vivien nens de menys de 18 anys, en un 58,2% hi vivien parelles casades, en un 5,5% dones solteres, i en un 34,5% no eren unitats familiars. En el 33,6% dels habitatges hi vivien persones soles el 21,8% de les quals corresponia a persones de 65 anys o més que vivien soles. El nombre mitjà de persones vivint en cada habitatge era de 2,1 i el nombre mitjà de persones que vivien en cada família era de 2,67.
Per edats la població es repartia de la següent manera: un 19% tenia menys de 18 anys, un 5,6% entre 18 i 24, un 21,6% entre 25 i 44, un 24,2% de 45 a 60 i un 29,4% 65 anys o més.
L'edat mediana era de 47 anys. Per cada 100 dones de 18 o més anys hi havia 94,8 homes.
La renda mediana per habitatge era de 28.333 $ i la renda mediana per família de 37.292 $. Els homes tenien una renda mediana de 24.375 $ mentre que les dones 17.857 $. La renda per capita de la població era de 17.103 $. Entorn del 3,1% de les famílies i el 6,8% de la població estaven per davall del llindar de pobresa.

## Poblacions més properes
El següent diagrama mostra les poblacions més properes.